# Йордан Тодоров (футболист, род. 1999)
Йордан Янков Тодоров е български футболист, полузащитник, състезател на ФК Сливнишки герой (Сливница).

## Кратка спортна биография
Роден е в гр. София, като израства в ДЮШ на ПФК Септември (София). Прави дебют в професионалният футбол с първия състав на тима на Септември на 12 октомври 2017 година, в двубоя с ПФК Ботев (Пловдив).
През 2018 година е преотстъпен на ПФК Локомотив (София), като изиграва 13 мача за тима от столичният квартал "Надежда". В периода 2019 – 2020 година играе в ЮЗ Трета лига, с екипа на ФК Рилски спортист (Самоков).
От 2020 година е състезател на ПФК Хебър (Пазарджик), където играе до 2021 година, преди да премине в ПФК Беласица (Петрич).
През лятото на 2022 година се присъединява към тима на ФК Сливнишки герой (Сливница), като дебютира на 6 август 2022 година, при загубата като гост на тима на ПФК Пирин (Гоце Делчев) с 0-2.